# Kassia (componist)

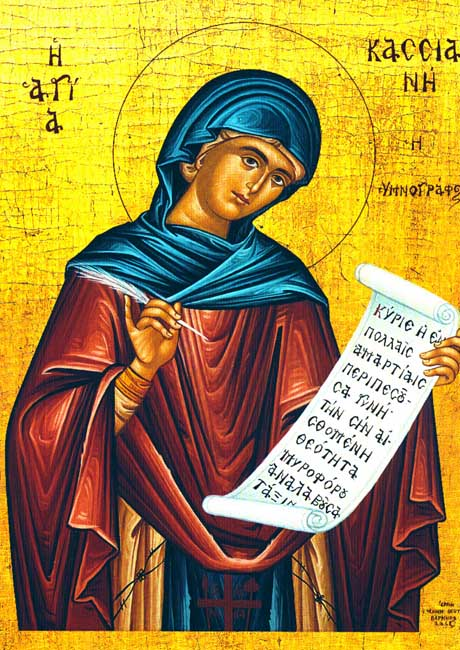
Kassia

Kassia, ook Kassiane, Kassiani, Casia, Ikasia, of Eikasia (Grieks: Η Κασσιανή/ή Κασ(σ)ία/ή Εικασία/ή Ικασία) (Constantinopel, omstreeks 810 - ?, omstreeks 865) was een Grieks-Byzantijnse dichteres, componiste en hymnendichteres. Haar feestdag valt in de Orthodoxe Kerk op 7 september.

## Werk
Kassia is een van de eerste vrouwelijke componisten van wie een aanzienlijk aantal werken zijn overgeleverd, die door eigentijdse musici nog steeds kunnen worden uitgevoerd. Van haar hymnen zijn er ongeveer vijftig overgeleverd; 23 zijn opgenomen in het liturgisch boek van de orthodoxe kerk. Het precieze aantal valt moeilijk te bepalen omdat talrijke hymnen in de handschriften vaak anoniem zijn overgeleverd. 47 van haar werken zijn tropen (korte gebedshymnen) en twee zijn canons (hymnencycli van 8 oden). Voorts zijn ongeveer 261 niet-liturgische verzen overgeleverd en verschillende epigrammen of aforismen, zogenaamde "gnomische verzen". Een voorbeeld:
- "Ik haat de rijkaard die klaagt als was hij arm."

Verschillende melodieën van hymnen zijn bewaard gebleven; het is echter mogelijk dat ze in de loop der tijden veranderingen hebben ondergaan. De lectuur van de verzen van Kassia maakt het ons mogelijk haar ten gronde te leren kennen. Kassia is de enige vrouw die in de door Kallistos in de 14e eeuw samengestelde hymneverzameling is opgenomen. Ze is ook de enige vrouw die is opgenomen in een in Venetië in 1601 gedrukte Triodion.

## Leven

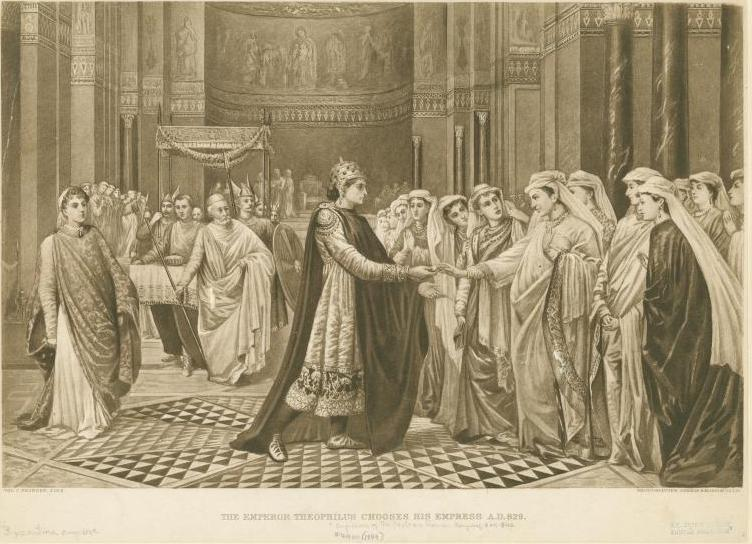
Moderne representatie van Theofilus' keuze (Valentine Cameron Prinsep, 1889).

Kassia werd geboren tussen 805 en 810 in Constantinopel in een aristocratische familie.
Haar jeugd werd bepaald door een geschil waarvan de oorzaak enkele honderden jaren voor haar geboorte lag. Bij het begin van de 8e eeuw werd een iconoclastische beweging door enkele Griekse geestelijken aangezwengeld; ze veroordeelden de verering van afbeeldingen van heiligen omdat beeldenverering de aandacht verlegt van de verering van de voorgestelde naar die van het beeld. In 726 geeft de keizer van het Oost-Romeinse Rijk het bevel alle iconen te vernietigen, waarmee een doctrinair debat werd gestart waaraan niet enkel de Kerken van Rome en Constantinopel deelnamen, maar de Byzantijnse maatschappij als geheel. Het geschil werd tegen het einde van de 8e eeuw minder heftig, maar flakkerde op tijdens Kassia's adolescentie. De legende verhaalt dat Kassia op een bepaald ogenblik verbannen werd omdat zij monniken en gelovigen die de beelden bleven vereren, had geholpen. In elk geval heeft zij de monnik Theodoor van Studium gekend, die een van de leiders van de iconoclasten was.
Drie Byzantijnse kroniekschrijvers (pseudo-Simeon de Logotheet, Joris de Monnik en Leo de Grammaticus) beweren dat zij deelnam aan het "bruidsspektakel" (door middel waarvan de Byzantijnse prinsessen en keizers een bruid kozen door een gouden appel te geven aan degene van hun keuze) georganiseerd voor keizer Theofilus door zijn moeder (of liever stiefmoeder) Eufrosine. Onder indruk van Kassia's schoonheid benaderde keizer Theofilus haar en zei: "Van een vrouw kwamen de lagere dingen voort [als verwijzing naar de passies die resulteren uit Eva's misstappen]." Kassia diende hem als volgt van antwoord: "Maar uit een vrouw kwam ook het betere voort [verwijzend naar de zegeningen die resulteren uit de Menswording van Christus]." In zijn trots gekrenkt koos Theophilos een andere bruid, namelijk Theodora.
Kassia stichtte in 843 een klooster in het westen van Constantinopel, bij de stadswallen van Constantijn, en werd eerst abdis. Hoewel verschillende onderzoekers Kassia’s verbittering toeschrijven aan het afgesprongen huwelijk met Theophilos, wijst een brief van Theodoor van Studium erop dat zij andere motieven had om een monnikenbestaan te leiden. Haar klooster onderhield goede betrekkingen met het nabijgelegen klooster van Stoudios, dat een centrale rol zou spelen in de overlevering van de Byzantijnse liturgische boeken in de 9e eeuw en de 10e eeuw, en daarmee in de overlevering van haar werk.

## De legende
Ze schreef verschillende hymnen voor de christelijke liturgie en de meest vermaarde ervan is de hymne van Kassia. Volgens de legende zou de latere keizer Theofilus die nog steeds op haar verliefd was, haar nog een keer hebben willen zien voor hij stierf, reden waarom hij naar het klooster reed waar zij verbleef. Kassia schreef een hymne toen ze hoorde dat de keizer naar haar op zoek was. Ze was nog steeds op hem verliefd, maar had zich nu aan God gewijd. Omdat ze haar wereldlijke passie niet over haar godsdienstige gevoelens de overhand wilde laten nemen, verstopte ze zich maar liet de onvoltooide hymne op tafel liggen. Theofilus vond haar cel leeg en betrad die alleen. Hij zocht haar, maar vond haar niet; ze had zich verstopt en bespiedde hem vanuit haar schuilplaats. Theofilus was heel droef, huilde het uit en betreurde dat hij omwille van zijn trots ooit zo’n aantrekkelijke en geleerde vrouw had afgewezen. Toen zag hij de papieren op de tafel en las ze. Zodra hij daarmee klaar was, nam hij plaats en voltooide de hymne die Kassia begonnen was te schrijven. Wanneer hij klaar was verliet hij de kamer.
Volgens de legende zou hij bij zijn vertrek nog een glimp van Kassia hebben opgevangen in haar schuilplaats, maar haar niet meer hebben aangesproken. Kassia verliet haar schuilplaats toen Theofilus was vertrokken, las wat hij had geschreven en weende op haar beurt bittere tranen.

## Discografie
- Kassia - Byzantine hymns of the first female composer in the Occident, VoceMe, Christophorus, CHR77308, 2009 (enkele volledige tracks als luistervoorbeelden)
- Fallen women, Ensemble Sarband & het Osnabrücker Jugendchor o.l.v. Vladimir Ivanoff, Jaro, 1998 (Een paar muziekstukken van Kassia)

- Bibsys: 1707990466845
- Bibliothèque nationale de France: cb14850276x (data)
- Gemeinsame Normdatei: 119152681
- International Standard Name Identifier: 0000 0000 5746 005X
- Library of Congress Control Number: n92048957
- MusicBrainz: 9af5e6ba-6926-4524-aab5-36717ba35962
- Nationale Bibliotheek van Tsjechië: js2012726248
- Nationale Bibliotheek van Israël: 987007272061705171
- Nederlandse Thesaurus van Auteursnamen: 081563140
- Istituto Centrale per il Catalogo Unico: PBEV036030
- LIBRIS: 66385
- Virtual International Authority File: 79412554